# Féminin-féminin
Pour plus de détails, voir Fiche technique et Distribution.
Féminin-féminin est un film érotique belgo-français réalisé en 1973 par Henri Calef et João Correa.

## Distribution
- Marie-France Pisier : Marie-Hélène, une jeune femme libre qui séduit une jeune châtelaine mariée
- Olga Georges-Picot : Françoise, une jeune châtelaine, mariée à Georges, que étouffe sous la surveillance permanente de sa belle-mère
- Pierre Brice : Jacques, l'ami de Françoise
- Carlos : Roland
- François Leccia : Georges, le jeune mari de Françoise  qui a abandonné son métier pour se consacrer à l'amour exclusif de sa  femme
- Arlette Schreiber : Cécile, la belle-mère intrusive de Françoise